# Стерлигов, Александр Николаевич
Александр Николаевич Стерлигов (род. 20 октября 1943, село Выглядовка, Тульская область) — российский политик, генерал-майор КГБ в отставке, председатель Русского национального собора.

## Биография
Родился 20 октября 1943 года в деревне Выглядовка Епифанского (ныне — Кимовского) района Тульской области в семье железнодорожника. В 1966 году окончил Московский автомобильно-дорожный институт и Высшие курсы КГБ СССР.
1967—1983 — работал в УКГБ СССР по Москве и Московской области.
1983—1986 — начальник УБХСС ГУВД Мосгорисполкома.
1986—1990 — начальник сектора экономического отдела Совета Министров СССР, начальник хозяйственного управления Совета Министров СССР.
В июле—октябре 1990 г. — управляющий делами Совета Министров РСФСР (первое правительство Силаева).
1991 — помощник по экономическим вопросам, заместитель руководителя секретариата вице-президента РФ А. Руцкого.
1991—1992 — работал в «РАУ-Корпорация» (Российско-Американский университет).
В 1991 году основал движение «Офицеры за возрождение Отечества». 15 мая 1992 в Нижнем Новгороде под председательством Стерлигова состоялся Учредительный съезд Русского Национального Собора.
В октябре 1992 г. вошёл в Оргкомитет Фронта национального спасения.
На президентских выборах 1996 поддерживал Ельцина против кандидата КПРФ «за русское окружение Ельцина», что привело к расколу местных организаций РНС.
Автор книг «Опальный генерал свидетельствует» (1992), «Враги» (1993), «Я обвиняю…» (1994), «Что мы хотим?» (1996).